# Шёнхаген (Айхсфельд)
Шёнхаген (нем. Schönhagen) — община в Германии, в земле Тюрингия.
Входит в состав района Айхсфельд. Подчиняется управлению Удер. Население составляет 153 человека (на 31 декабря 2010 года). Занимает площадь 2,55 км².